# Umberto Ricci (partigiano)
Vorrei che nel marmo del mio tombino siano incise queste parole: QUI SOLTANTO IL CORPO - NON L'ANIMA MA L'IDEA - VIVE.
Umberto Ricci detto "Napoleone" (Massa Lombarda, 18 gennaio 1923 – Ravenna, 25 agosto 1944) è stato un partigiano italiano.

## Biografia
Studente di ragioneria, chiamato alle armi con il grado di sottotenente di complemento, entrò a far parte della Resistenza nel ravennate successivamente all'armistizio dell'8 settembre 1943.
Nonostante soffrisse di tisi, entrò a far parte dei GAP, assumendo il nome di battaglia "Napoleone": in tale ruolo, la sua prima  azione di rilievo fu l'esecuzione della sentenza di morte emessa dal CLN ravennate contro Alfredo Graldi, segretario del fascio repubblicano di Conselice, da lui ucciso nell'aprile 1944 assieme alle due guardie del corpo dopo aver loro sbarrato la strada con la bicicletta.
Uomo d'azione a fronte di una personalità intellettuale e taciturna, per il suo coraggio ed ardimento nell'estate del 1944 fu designato dal comando della 28ª Brigata Garibaldi "M. Gordini" per la sostituzione di Walter Suzzi (Sputafuoco), comandante del "GAP volante" di Ravenna, a seguito della sua cattura e fucilazione. Era questo un gruppo di partigiani scelti per operazioni particolarmente rischiose e difficili, di cui facevano parte Giuseppe Bondi (Nopi), Fulvio Raffoni (Geppetto) ed il comandante Dino Rondoni (Pablo). Le azioni dei GAP volanti, in alcuni casi svolte anche all'insegna della sfrontatezza e dello sberleffo, determinarono un clima di insicurezza tra i militi nazifascisti della zona: assalti a posti di blocco, recupero di armi, esecuzione di gerarchi fascisti e torturatori.
È assieme a Nopi che Napoleone colpì mortalmente Primo Tabanelli, detto "S'ciantè", fascista noto per il suo fanatismo, torturatore e assassino di Walter Suzzi.
Il 18 agosto 1944, a cavallo della sua bicicletta ed armato come sempre di una pistola "Glisenti", durante un incontro con la compagna Natalina Vacchi presso il Ponte degli Allocchi a Ravenna incrociò fortuitamente uno dei militi fascisti più spietati e sanguinari di Ravenna, Leonida Bedeschi, appartenente alla XXIX Brigata Nera "Ettore Muti", significativamente soprannominato dai suoi concittadini "Catìveria", nei cui confronti il CLN aveva da mesi emesso una sentenza di morte. Approfittando dell'occasione, ma esponendosi pericolosamente, Napoleone gli sparò due colpi di pistola mentre passava a bordo della sua moto, uccidendolo all'istante. Datosi alla fuga, fu intercettato da una pattuglia tedesca e consegnato ai militi repubblichini che lo rinchiusero alla "Sacca", ex sede di un circolo signorile. Qui venne torturato e seviziato, e pur riuscendo a fuggire fu nuovamente catturato.
Condannato a morte il 24 agosto del 1944, la sentenza ebbe luogo il giorno seguente in prossimità del medesimo Ponte degli Allocchi (in seguito chiamato Ponte dei Martiri). Per rappresaglia all'uccisione di Bedeschi e di altri 6 fascisti repubblichini vennero anche fucilati alcuni antifascisti incarcerati: Domenico Di Janni (30 anni), Augusto Graziani (19 anni), Mario Montanari (29 anni), Michele Pascoli (39 anni), Raniero Ranieri, Aristodemo Sangiorgi, Valsano Sirilli (28 anni), Edmondo Toschi (40 anni), Giordano Vallicelli (20 anni) e Pietro Zotti (22 anni), e impiccata assieme a lui anche Natalina Vacchi (30 anni). L'esecuzione venne ampiamente propagandata dalle autorità repubblichine di Ravenna come una reazione di "legittima difesa", tentando in particolare di discreditare la figura di "Napoleone" affermando che alcuni degli impiccati erano stati scoperti grazie alla sua delazione: ma il tono e il contenuto delle sue ultime lettere scritte prima di essere ucciso comprovano la falsità di tale affermazione.
Il nome "Umberto Ricci" verrà successivamente assegnato ad un distaccamento della 28ª Brigata Garibaldi "Mario Gordini".
Sul luogo dell'eccidio è stato realizzato nel dopoguerra un monumento alla memoria.

## Intitolazioni
A Massa Lombarda, piazza Roma Imperiale, è stata ridenominata piazza Umberto Ricci. Al centro è stato collocato il monumento ai Caduti della Liberazione, inaugurato il 4 giugno 1950.